# Ampère (automobile)
Ampère est un constructeur automobile français. Il est issu de la division de voitures électriques à batterie fabriquées par le groupe automobile français Renault. Le premier modèle est la Renault Megane E-Tech Electric commercialisée à partir de 2022.

## Historique
En juin 2021, Renault annonce le regroupement de ses usines de Douai, de Maubeuge et Ruitz au sein d'une nouvelle société baptisée Renault Electricity à travers un apport partiel d'actifs. Au mois d'août suivant, Renault Electricity annonce ouvrir près de 400 postes d'agents d'assemblage sur son usine de Douai dédiée à l'électrique.
Le 8 novembre 2022, Renault présente la nouvelle organisation de ses activités automobiles mondiale où sa filiale Ampère, anciennement Renault Electricity, sera dédiée aux voitures électriques,.
En mai 2023, Renault met un terme à la production de véhicules thermiques dans son usine de Douai, passant ainsi au tout électrique. Si le groupe espère alors créer le « premier pôle européen de fabrication de véhicules électriques », les syndicats restent partagés en raison d'un carnet de commandes encore trop faible.
Le 31 mai 2023, Ampère – alors Renault Douai SAS – absorbe les sociétés Maubeuge Construction Automobile (MCA) et la Société des transmissions automatiques (STA) basée à Ruitz, filiales à 100 % du groupe Renault. Le 20 juin 2023, Renault Douai SAS devient officiellement Ampère Electricity et l'usine Renault de Cléon et ses activités intègrent la nouvelle filiale Ampère Cléon SAS,.
En octobre 2023, le constructeur automobile japonais Mitsubishi Motors annonce investir 200 millions d'euros dans Ampère. Le 31 octobre 2023, Ampère finalise l'absorption des activités de Renault Electricity.
Le 1er novembre 2023, Ampère est officiellement lancée, en partenariat avec Nissan et Mitsubishi Motors.
Le 30 janvier 2024, Renault renonce à introduire Ampère en bourse en raison d'un contexte difficile pour le secteur de l'automobile électrique. Selon Luca de Meo : « le secteur des véhicules électriques n'est pas porteur en ce moment », et il annonce l'annulation l’introduction en bourse.

## Véhicules de série
Les Megane et Scénic électriques ont intégré la division Ampère dès sa fondation.

### Megane E-Tech Electric

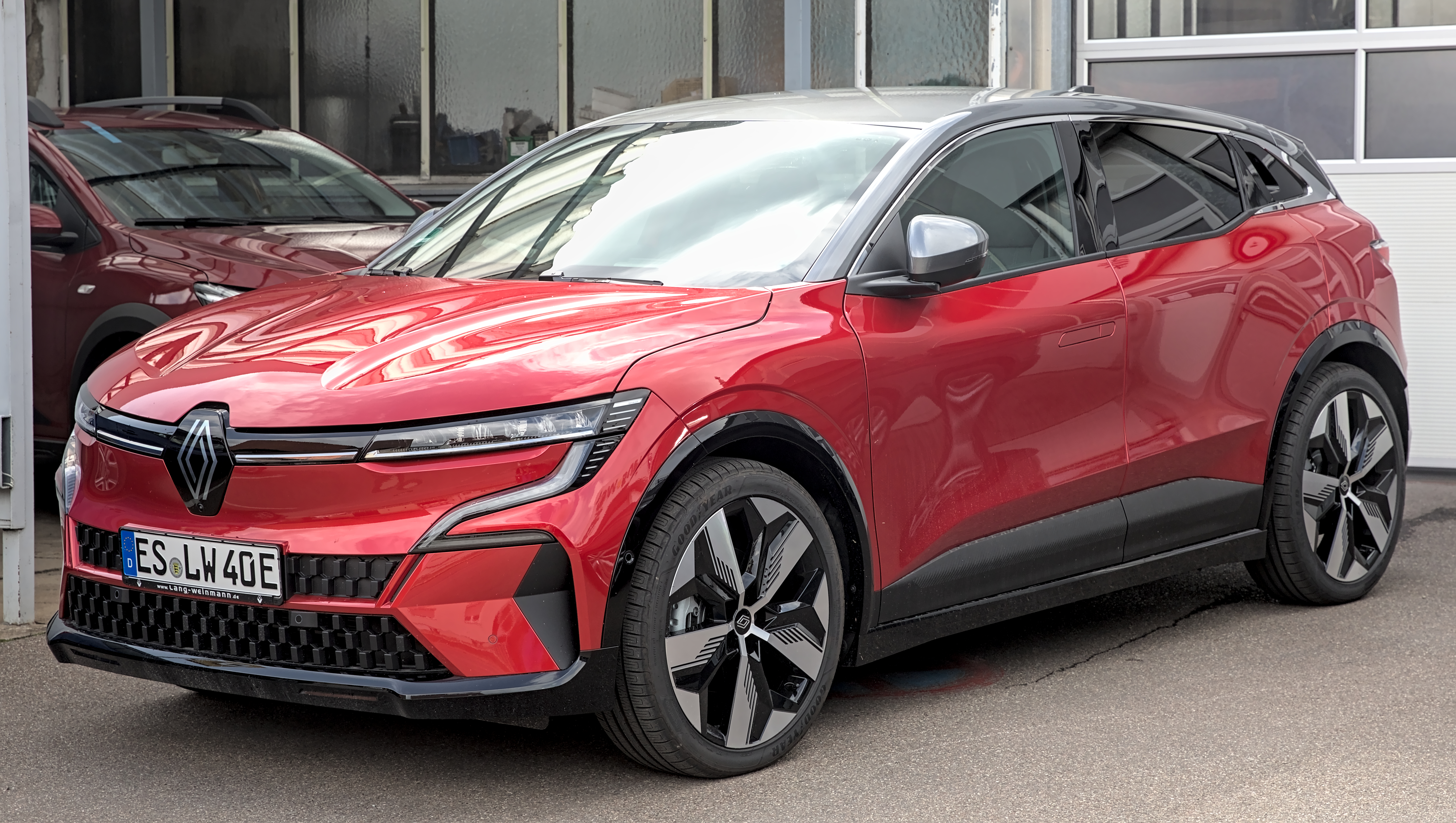
Megane E-Tech Electric

Berline compacte typée SUV produite à partir de 2021.

### Scénic E-Tech Electric

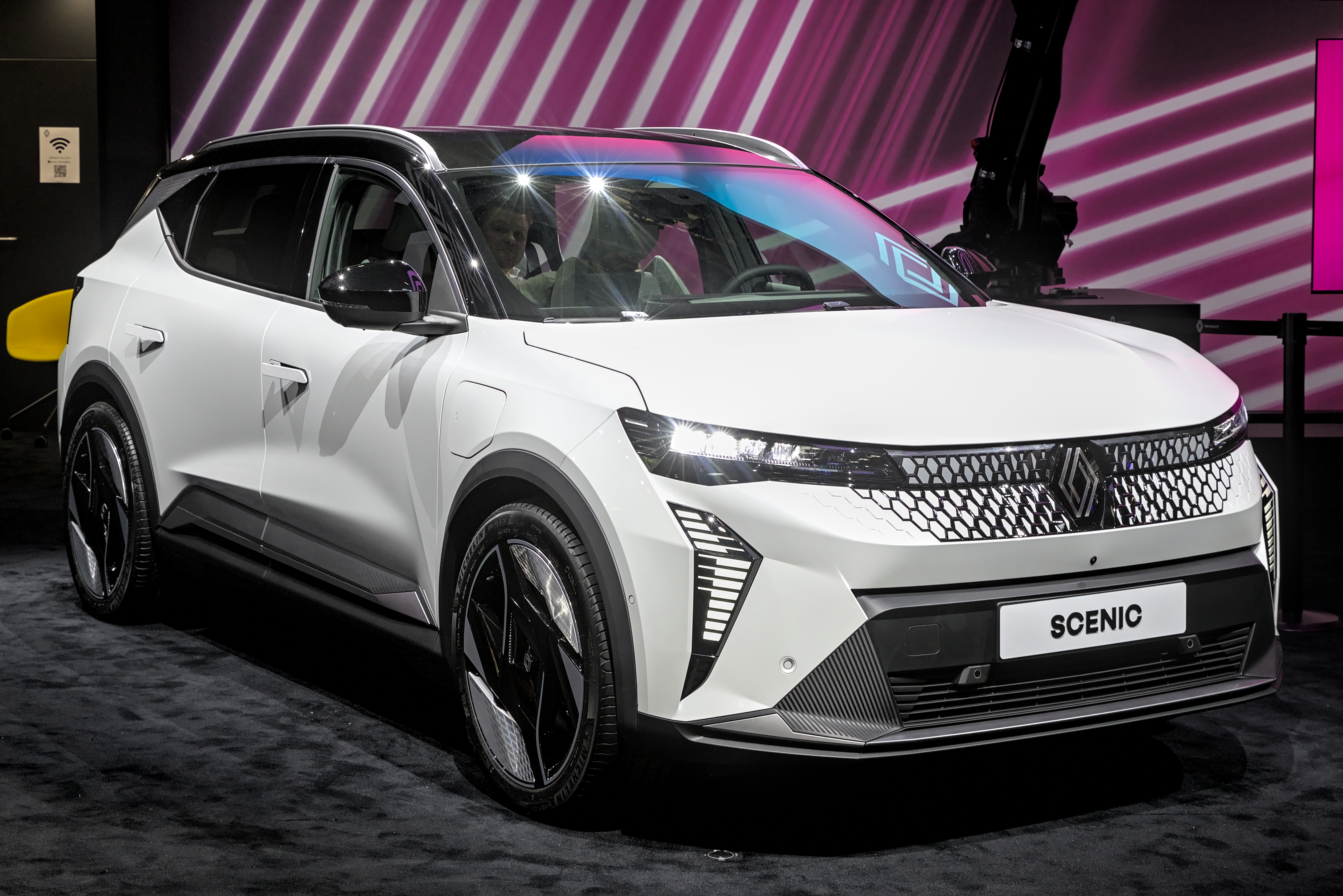
Scénic E-Tech Electric

SUV produit à partir de 2023.

## Organisation

### Filiales et implantations
| Entité                            | Entité précédente                                      | Description                     | Site                                                      |
| --------------------------------- | ------------------------------------------------------ | ------------------------------- | --------------------------------------------------------- |
| Ampère Holding S.A.S.             | Renault Opérations 3 (2022-2023)                       | Regroupe les activités d'Ampère | Boulogne-Billancourt                                      |
| Ampère Software Technology S.A.S. | Renault SW Labs S.A.S. (2017-2023)                     | Centres d'ingénierie d'Ampère   | Guyancourt, Aubevoye, Lardy, Toulouse et Sophia Antipolis |
| Ampère Electricity S.A.S          | Renault Douai S.A.S. (1970-2023)                       | Usine de Douai                  | Douai (Nord)                                              |
| Ampère Electricity S.A.S          | Maubeuge Construction Automobile (1969-2023)           | Usine de Maubeuge               | Maubeuge (Nord)                                           |
| Ampère Electricity S.A.S          | STA Société des transmissions automatiques (1970-2023) | Usine de Ruitz                  | Ruitz (Pas-de-Calais)                                     |
| Ampère Cléon S.A.S                | Renault Cléon S.A.S. (1958-2023)                       | Usine de Cléon                  | Cléon (Seine-Maritime)                                    |

### Gouvernance
| Nom                  | Fonction au sein d'Ampère              | Fonction au sein du groupe Renault                     |
| -------------------- | -------------------------------------- | ------------------------------------------------------ |
| Luca de Meo          | Président-directeur général            | Président-directeur général                            |
| Josep-Maria Recasens | Directeur opérationnel d'Ampère        | Directeur de la stratégie et du business développement |
| Luciano Biondo       | Directeur d'Ampère Electricity         | Vice-président Électro et Low Carbon Vehicle (LCV)     |
| Henry Bzeih          | Directeur d'Ampère Software Technology | Directeur d'Ampère Software Technology                 |